# Cal Ros Fuster
Cal Ros Fuster és un edifici d'Alella (Maresme) inclòs a l'Inventari del Patrimoni Arquitectònic de Catalunya.

## Descripció
Es tracta d'un edifici civil format per una planta baixa, dos pisos i un terrat. Destaca pel porxo frontal situat a la planta baixa de la façana, format per un gran arc rebaixat coronat per una terrassa.
Al conjunt de façana sobresurten de manera lateral els enreixats de fusta, utilitzats com a tanca visual amb plantes emparrades.

## Història
L'edifici va ser construït entre 1930 i 1936.